# Hesse-Marburgo
El landgraviato de Hesse-Marburgo fue un estado del Sacro Imperio Romano Germánico entre 1567 y 1604. Su antiguo territorio se halla hoy incluido en el estado de Hesse, Alemania.
Felipe I de Hesse decidió que cuando él muriera, su territorio, el Landgraviato de Hesse, se dividiera entre sus cuatro hijos. Luis, el segundo de sus hijos varones, recibió en 1597 una parte que tenía a Marburgo como ciudad principal. Por ello, el nuevo landgraviato fue llamado Hesse-Marburgo. Otras localidades importantes eran Giessen, Nidda y Eppstein. 
Luis IV fue el único gobernante del fugaz estado. En 1604 murió sin dejar descendencia masculina y se acordó dividir en partes iguales sus posesiones territoriales entre los dos estados hessianos sobrevivientes. Según el acuerdo, a Hesse-Kassel le correspondería el territorio de Marburgo, y a Hesse-Darmstadt Giessen y Nida. Pero la repartición no satisfizo a las partes y ambos estados se enfrascaron en conflictos armados.
La primera guerra por Hesse-Marburgo se inició por la ocupación de todo el territorio por parte de Mauricio I de Hesse-Kassel, quien tras ser derrotado tuvo que ceder en 1627 todo el landgraviato a Luis V de Hesse-Darmstadt. El landgrave de Hesse-Darmstadt se negó a reconocer los derechos de Mauricio por la conversión de este al calvinismo.
Un nuevo conflicto estalló en 1645, conocido como la Guerra Hessiana, una parte de la Guerra de los Treinta Años. Esta vez, Amalia Isabel, regenta de Hesse-Kassel, supo imponerse militarmente a Jorge II de Hesse-Darmstadt y mediante una alianza con Francia, recuperar la zona norte del antiguo landgraviato, incluyendo la ciudad de Marburgo. Hesse-Darmstadt obtuvo la parte sur, según decidió el rey Luis XIII de Francia.